# Шаллоденбах
Шаллоденбах (нім. Schallodenbach) — громада в Німеччині, розташована в землі Рейнланд-Пфальц. Входить до складу району Кайзерслаутерн. Складова частина об'єднання громад Оттербах-Оттерберг.
Площа — 7,46 км2. Населення становить 854 ос. (станом на 31 грудня 2020).